# Arad Fort

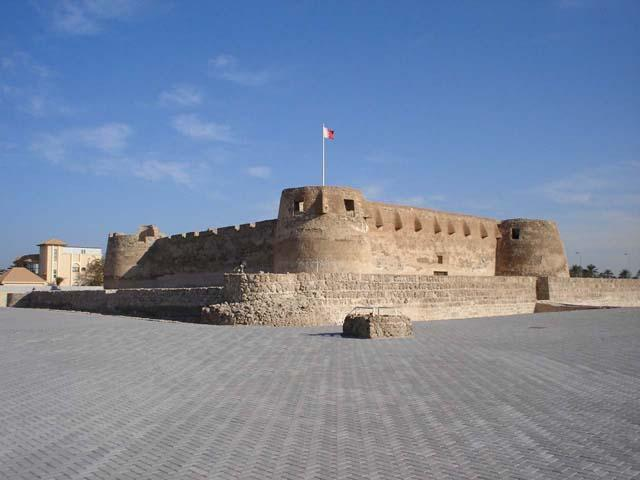
Blick auf das Bauwerk

Das Arad Fort (arabisch arabisch قلعة عراد, DMG Qalʿat ʿArād) ist eine ehemals portugiesische Festung auf der Insel al-Muharraq.
Der Fort von Arad entstand im 16. Jahrhundert in der typischen Bauform eines Forts aus dieser Zeit während der portugiesischen Invasion von Bahrain im Jahr 1522. Das Bauwerk diente als Verteidigungsbasis und lässt einen großzügigen Blick über weite Teile der Muharraq-Insel zu. Der Bau ist rechteckig mit zylinderförmigen Türmen an jeder der vier Ecken. Das Arad Fort wurde seitdem aufwändig renoviert. Nachts wird es beleuchtet. Es liegt nah am Bahrain International Airport und wird heute ebenfalls als Amphitheater für Musikveranstaltungen genutzt. So trat Eric Clapton hier im Jahr 2014 im Rahmen seiner Eric Clapton World Tour 2014 in der Arena vor über 10.000 Menschen auf.